# Paul Tortelier
Paul Tortelier (Paris, 21 de março de 1914 - Chaussy, 18 de dezembro de 1990) foi um violoncelista e compositor francês.

## Biografia
Tortelier nasceu em Paris, filho de um marceneiro com raízes em Breton. Foi encorajado a tocar violoncelo pelo seu pai, Joseph e sua mãe Marguerite (Boura), e aos doze anos de idade, ingressou no Conservatório de Paris. Ele estudou violoncelo com Gérard Hekking. Ele venceu o primeiro prêmio em violoncelo no conservatório, quando tinha apenas 16 anos e então estudou harmonia com Jean Gallon. Sua estreia foi com a Orquestra Lamoureux, em 1931, aos 17 anos, interpretando Concerto para Violoncelo de Édouard Lalo.
Em 1937 ele ingressou na Orquestra Sinfônica de Boston, sob a batuta do maestro Serge Koussevitzky, sendo o primeiro violoncelista, até 1940. Em 1938 ele começou sua carreira solo em Town Hall, Boston, acompanhado por Leonard Shure. Ele foi o primeiro violoncelista da Orquestra da Sociedade dos Concertos do Conservatório, Paris, de 1946 a 1947. Em 1947 ele fez sua estreia na Grã-Bretanha, sob Sir Thomas Beecham, interpretando Don Quixote no Festival Richard Strauss, em Londres. "Meu filho", disse Beecham, "você terá sucesso na Inglaterra, porque você tem temperamento". Em 1950, Tortelier foi selecionado por Pablo Casals a tocar como violoncelista principal na Orquestra do Festival de Prades. Tortelier acreditava que, entre todos os violoncelistas, foi Casals que mais o influenciou. Um crítico francês escreveu: "Se Casals é Jupiter, então Tortelier é Apollo". Tortelier apresentou-se nas séries do Concerto Peabody Mason, em Boston, em 1952.
Ele foi o professor de música no Conservatório Nacional Superior de Música de Paris entre 1956 e 1969, no Folkwang Hochschule em Essen entre 1969 e 1975 e no Conservatório Nacional da Região de Nice de 1978 a 1980. Ele também foi professor honorário no Conservatório Central em Pequim, China. Ela lecionou para Jacqueline du Pré.
Suas composições incluem um concerto para dois violoncelos e orquestra (1950), uma suite para violoncelo solo e uma sonata para violoncelo e piano. Ele também escreveu variações para violoncelo e orquestra (May Music Save Peace). Ele escreveu também uma sinfonia, a Sinfonia Israel.
Seu filho, Yan Pascal Tortelier é um maestro famoso mundialmente, atual diretor artístico da Orquestra Sinfônica do Estado de São Paulo. Paul morreu aos 76 anos de idade, em Villarceaux Yvelines, perto de Paris.

## Gravações
Suas maiores gravações incluem Suites para Violoncelo de Johann Sebastian Bach em 1960 (Paris) e 1982 (Londres), Concerto para Violoncelo de Edward Elgar com a Orquestra Filarmônica de Londres, com Adrian Boult em 1972 e Don Quixote de Richard Strauss em 1973 com a Orquestra Filarmônica Real e Sir Thomas Beecham e em 1973 com a Orquestra Estatal de Dresden, com Rudolf Kempe.